# Юлиана фон Саксония-Лауенбург
Юлиана фон Саксония-Лауенбург (на немски: Juliane von Sachsen-Lauenburg; * 2 декември 1589; † 1 декември 1630, Норбург) от род Аскани, е принцеса от Саксония-Лауенбург и чрез женитба херцогиня на Шлезвиг-Холщайн-Зондербург-Норбург.

## Живот
Дъщеря е на херцог Франц II от Саксония-Лауенбург (1547 – 1619) и втората му съпруга принцеса Мария фон Брауншвайг-Волфенбютел (1566 – 1626), дъщеря на херцог Юлий фон Брауншвайг-Волфенбютел. Сестра е на Франц Юлий (1584 – 1634) и Юлий Хайнрих (1586 – 1665). Полусестра е на херцог Август (1577 – 1656), който след смъртта на баща им става през 1619 г. херцог на Саксония-Лауенбург.
Юлиана се омъжва на 1 август 1627 г. за херцог Фридрих фон Шлезвиг-Холщайн-Норбург (1581 – 1658). Двамата имат един син Йохан Богислав (* 30 септември 1629, † 17 декември 1679).
Юлиана умира на 1 декември 1630 г. Фридрих се жени на 5 февруари 1632 г. за Елеонора фон Анхалт-Цербст (1608 – 1680).